# Associazione internazionale di geodesia e geofisica

Francobollo emesso dalle poste tedesche in occasione dell'incontro di Amburgo del 1983

L'Associazione internazionale di geodesia e geofisica, in acronimo IUGG dal nome in lingua inglese International Union of Geodesy and Geophysics, è un'organizzazione scientifica non governativa, fondata nel 1919. IUGG è una delle 31 associazioni scientifiche raggruppate in seno al Consiglio internazionale per la scienza (ICSU).

## Organizzazione
La IUGG si compone attualmente (2013) di otto associazioni e sei commissioni:

### Associazioni
Le associazioni sono:
- International Association of Cryospheric Sciences (IACS)
- Associazione internazionale di geodesia (IAG)
- International Association of Geomagnetism and Aeronomy (IAGA)
- International Association of Hydrological Sciences (IAHS)
- International Association of Meteorology and Atmospheric Sciences (IAMAS)
- International Association for the Physical Sciences of the Oceans (IAPSO)
- International Association of Seismology and Physics of the Earth's Interior (IASPEI)
- International Association of Volcanology and Chemistry of the Earth's Interior (IAVCEI)

### Commissioni
- Commission on Climatic and Environmental Change (CCEC)
- Commission on Mathematical Geophysics (CMG)
- Commission on Geophysical Risk and Sustainability (GRC)
- Committee on the Study of Earth's Deep Interior (SEDI)
- Commission for Data and Information (UCDI)
- Working Group on History (WGH)